# Ribera Baja (Álava)
Ribera Baja (baskisch Erriberabeitia; offiziell Ribera Baja/Erriberabeitia) ist eine Verbandsgemeinde (municipio) mit 1.439 Einwohnern (Stand: 2024) in der spanischen Provinz Álava in der autonomen Region Baskenland. Zu dem in den 1970er und 1980er Jahren geschaffenen Gemeindeverband gehören die Dörfer Igay, Manzanos, Melledes, Quintanilla de la Ribera, Ribabellosa und Ribaguda. Hauptort und Zentrum ist Ribabellosa.

## Lage
Ribera Baja liegt im Südwesten der Provinz Álava in einer Höhe von etwa 400 bis 700 Metern ü. d. M. Der Fluss Bayas fließt in Nord-Süd-Richtung. Die Provinzhauptstadt Vitoria-Gasteiz ist etwa 25 Fahrtkilometer in nordöstlicher Richtung entfernt.
Durch die Gemeinde führt ein Geflecht an Autobahnen, hier die Autovía A-1, die Autopista AP-1 und die Autopista AP-68.

## Bevölkerungsentwicklung der Gemeinde
Quelle: INE-Archiv – grafische Aufarbeitung für Wikipedia

## Wirtschaft
Die Dörfer und Weiler der Gemeinde waren und sind in hohem Maße von der Landwirtschaft geprägt; angebaut werden vorwiegend Getreide, aber auch Gemüsepflanzen aller Art. In den Sommermonaten spielt auch der Tourismus (Wandern, Vermietung von Ferienwohnungen) eine wichtige Rolle im Wirtschaftsleben der Gemeinde.

## Sehenswürdigkeiten
Igay
- Kirche von San Roman

Manzanos
- Johannes-der-Täufer-Kirche
- Herrenhaus der Familie Salazar

Melledes
- Johannes-der-Evangelist-Kirche

Quintanilla de la Ribera
- mittelalterlicher Turm

Rivabellosa
- Maria-vom-Rosenkranz-Kirche (Iglesia de Nuestra Señora del Rosario)
- Johannes-und-Magdalena-Kapelle (Ermita de San Juan y la Magdalena)
- Palast der Sáenz von Santamaria

Rivaguda
- Kirche Mariä Himmelfahrt (Iglesia de Nuestra Señora de la Asunción)

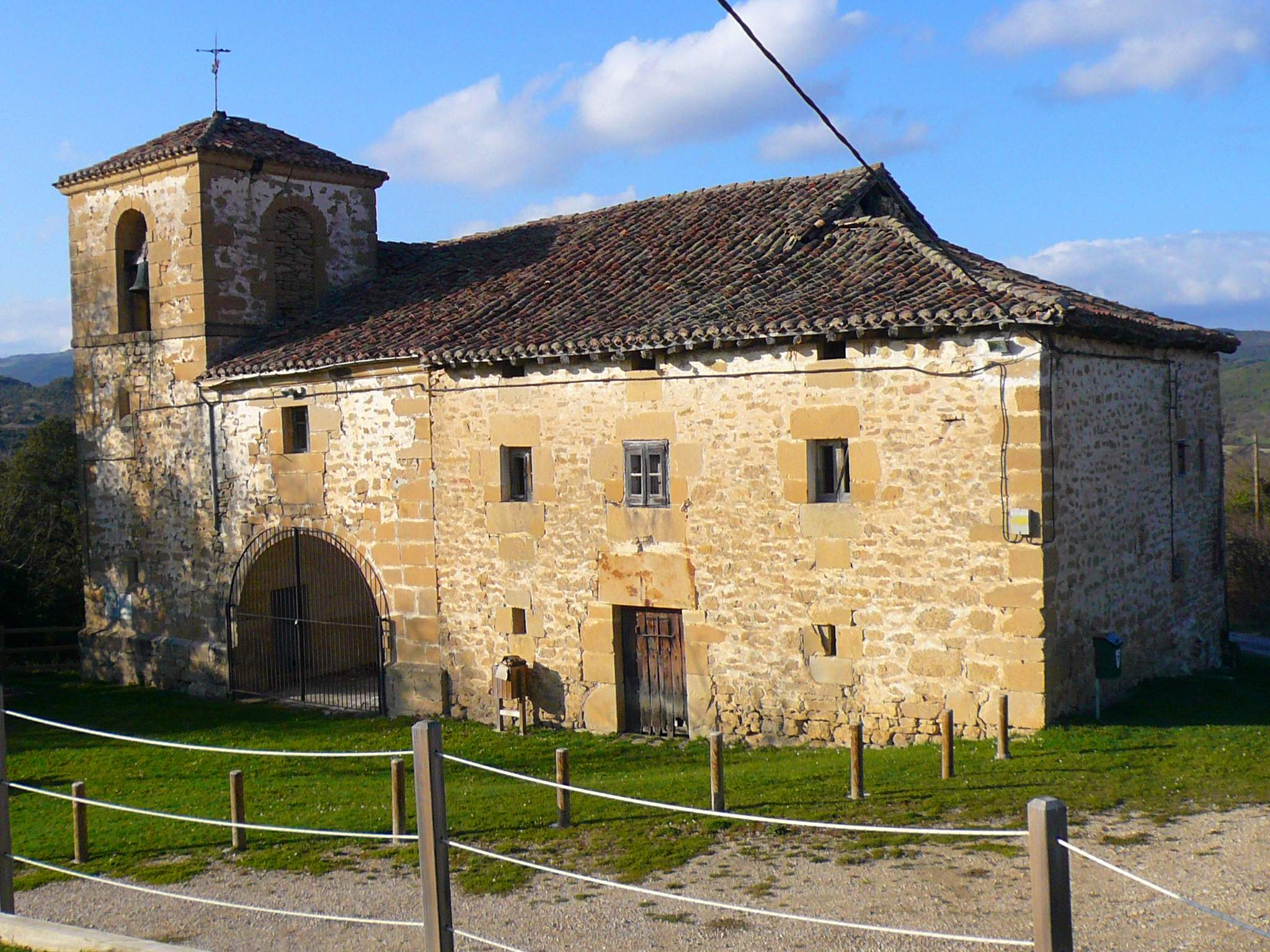
Kirche San Román
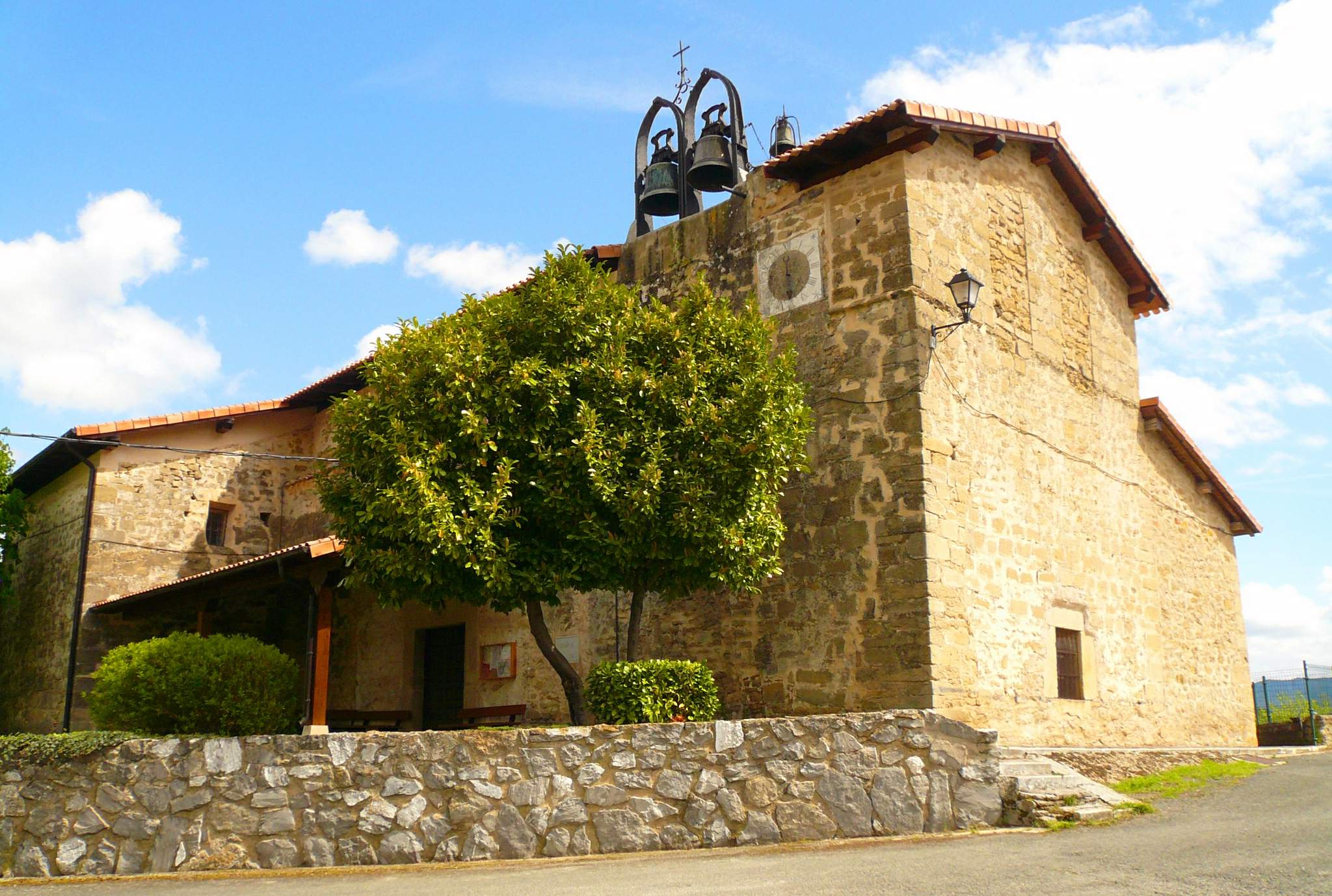
Johannes-der-Täufer-Kirche
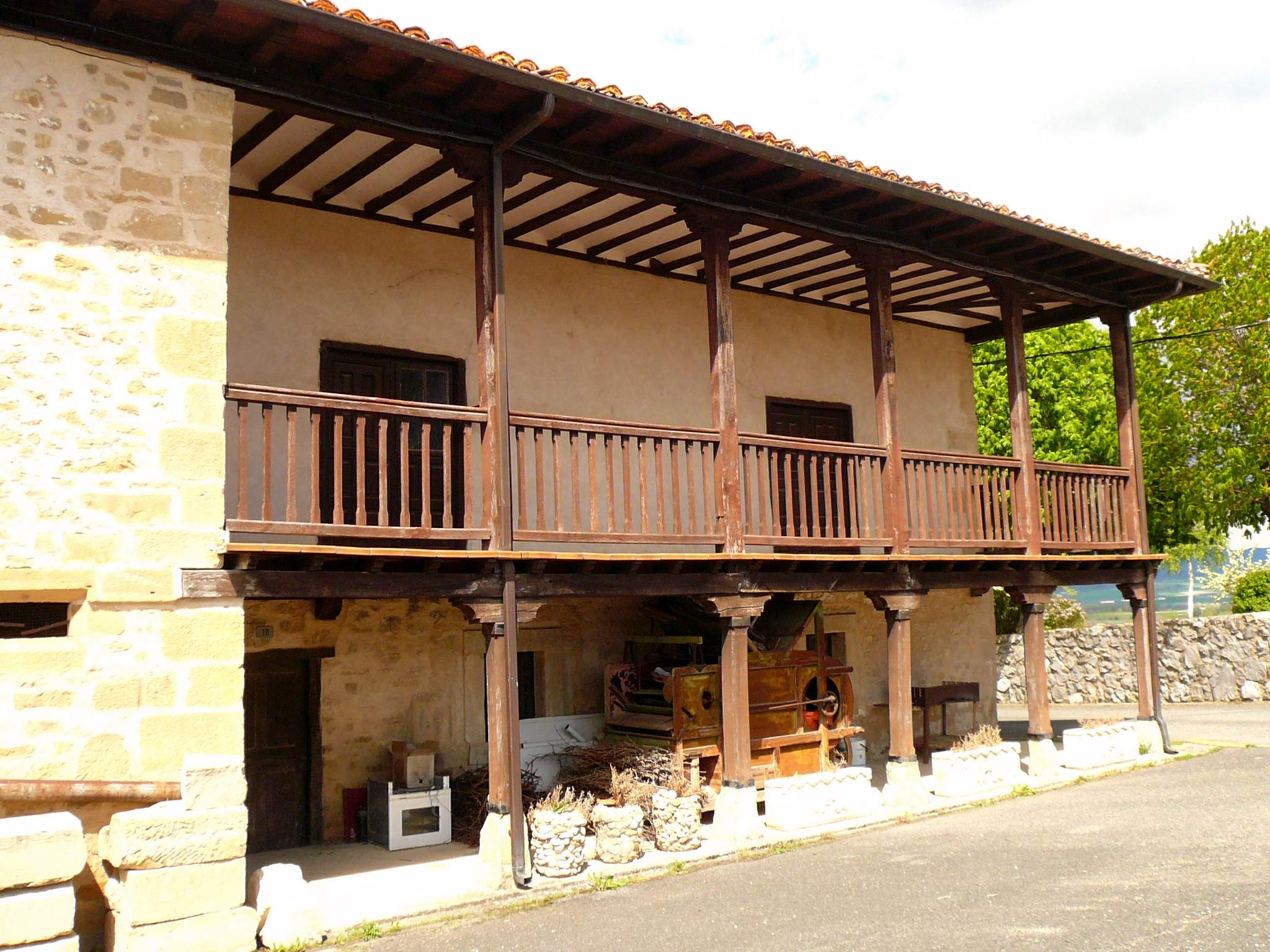
Herrenhaus der Salazar
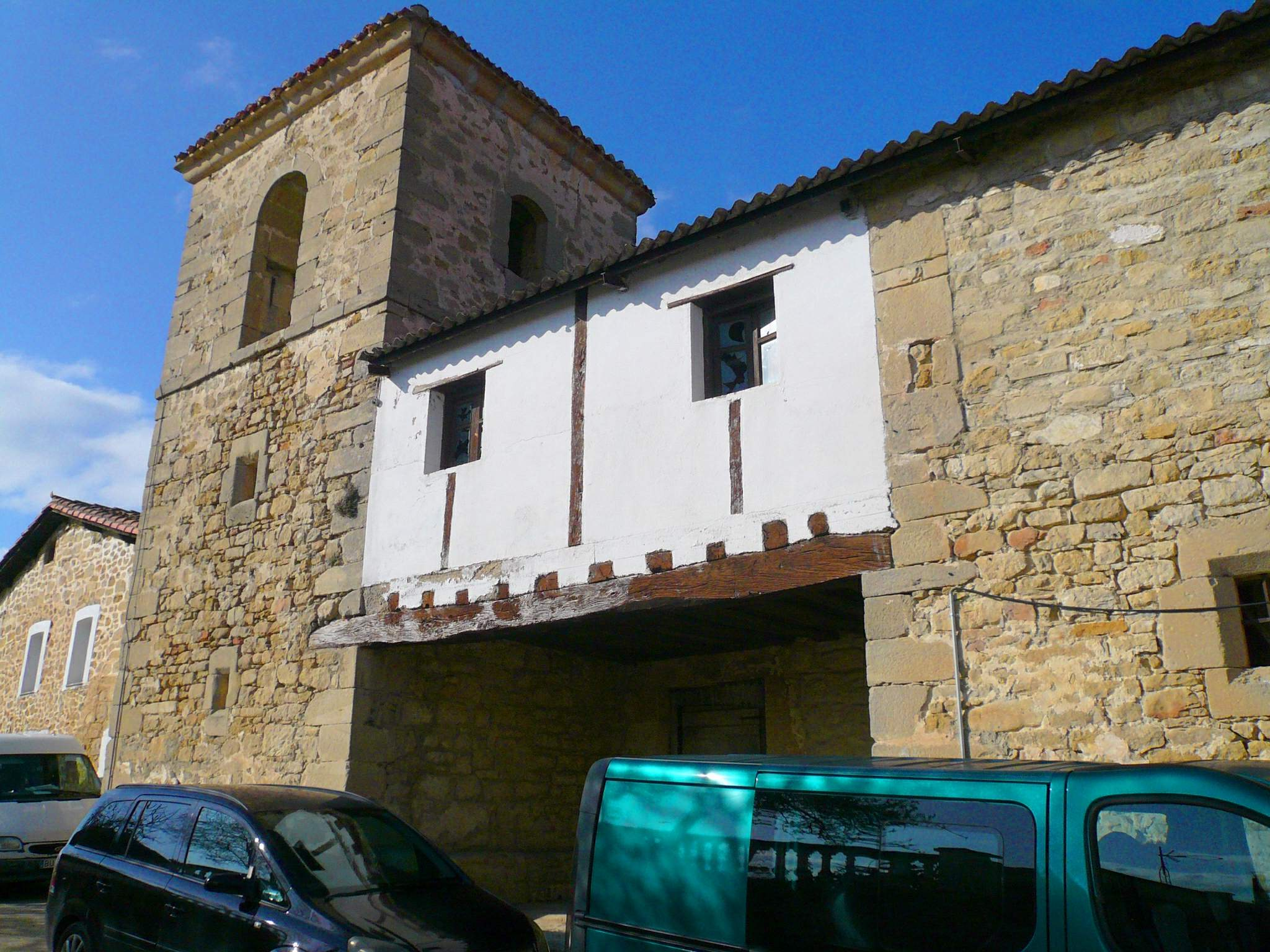
Kirche Johannes der Evangelist
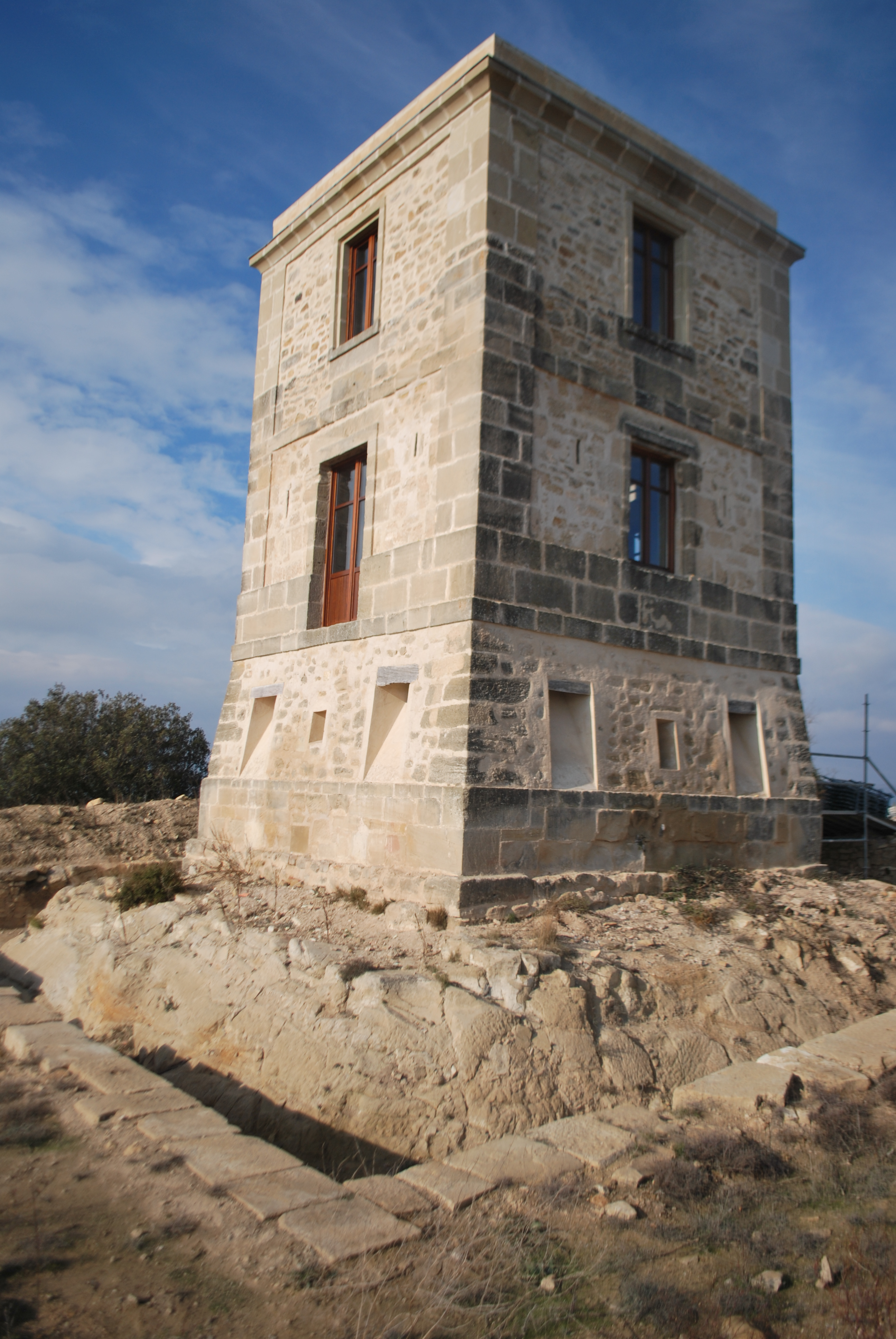
Turm von Quintanilla
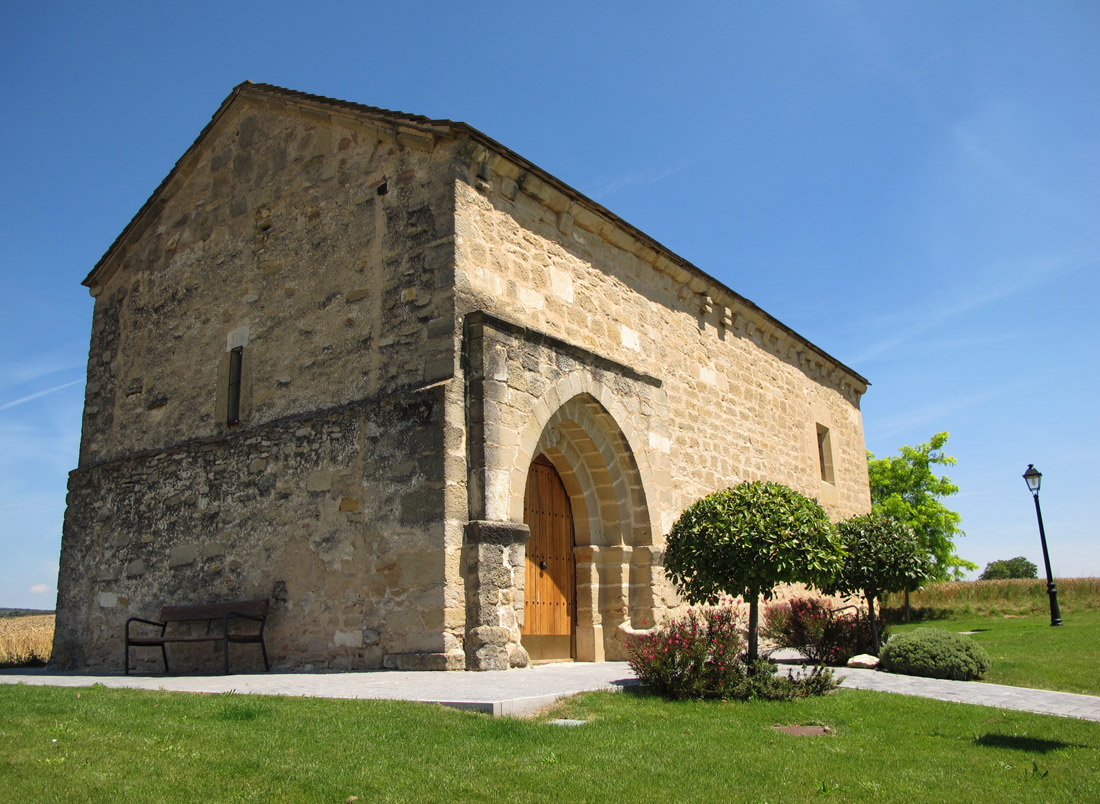
Rivabellosa – Ermita de San Juan y la Magdalena 2.jpg
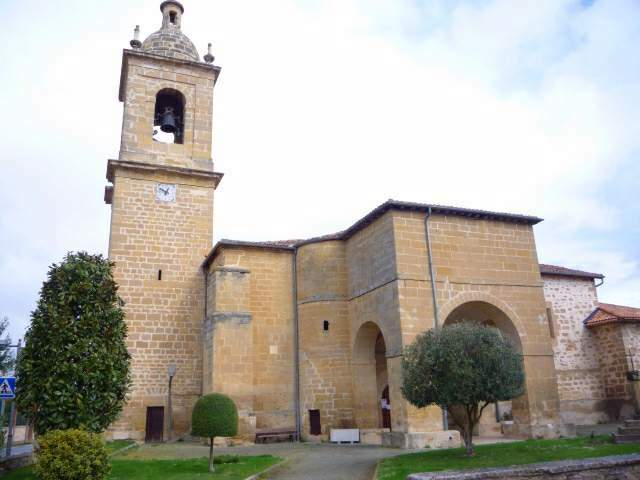
Maria-vom-Rosenkranz-Kirche
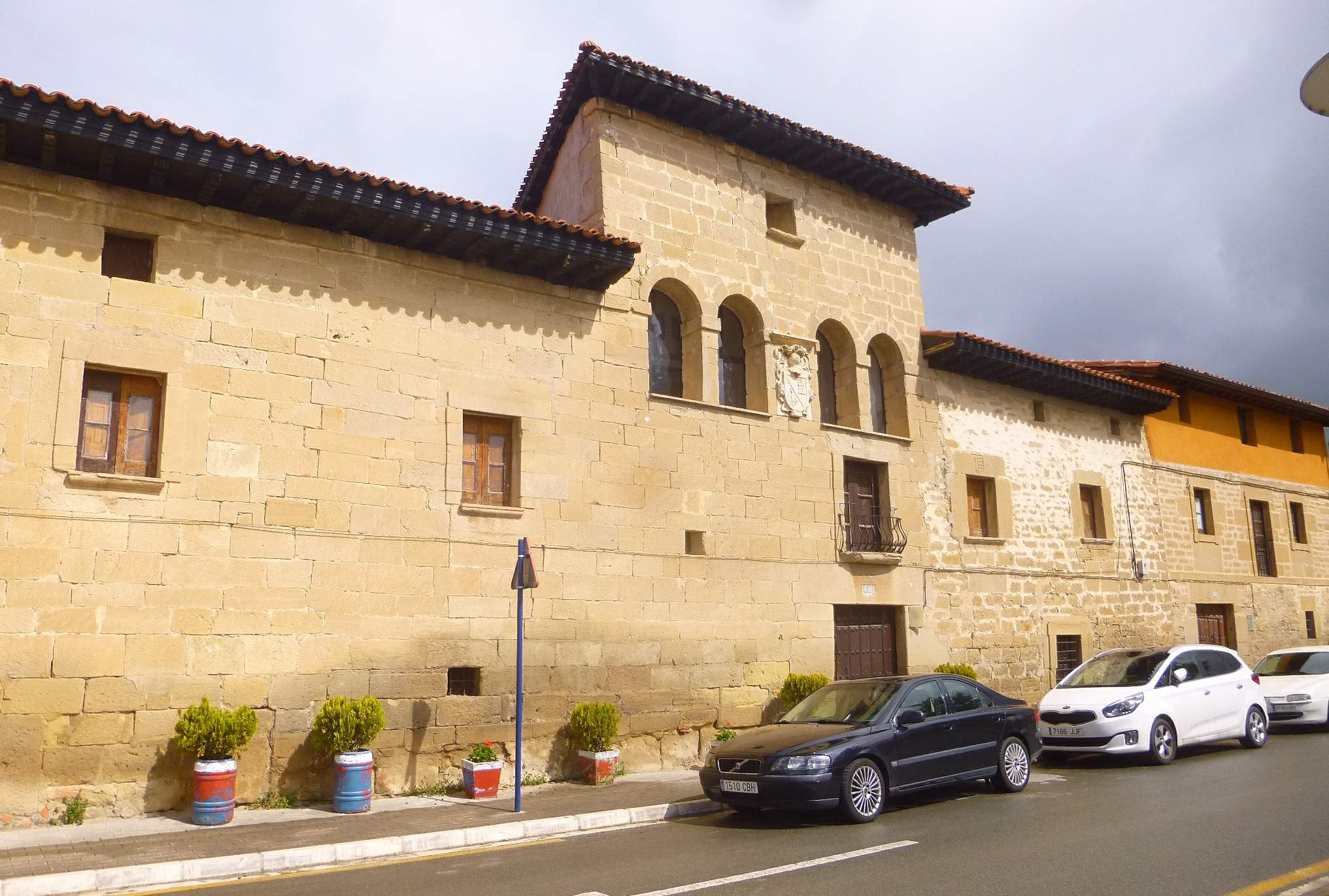
Palast der Sáenz von Santamaria
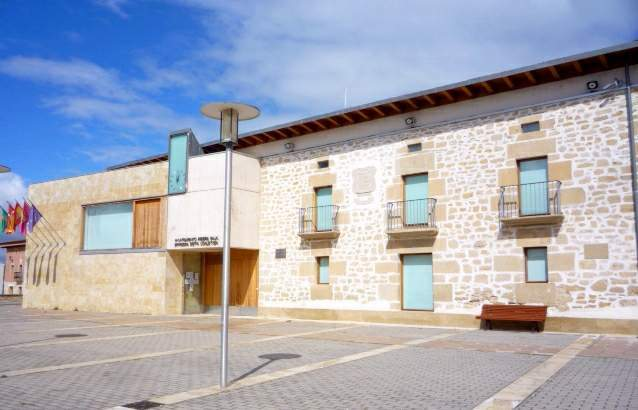
Rathaus in Rivabellosa
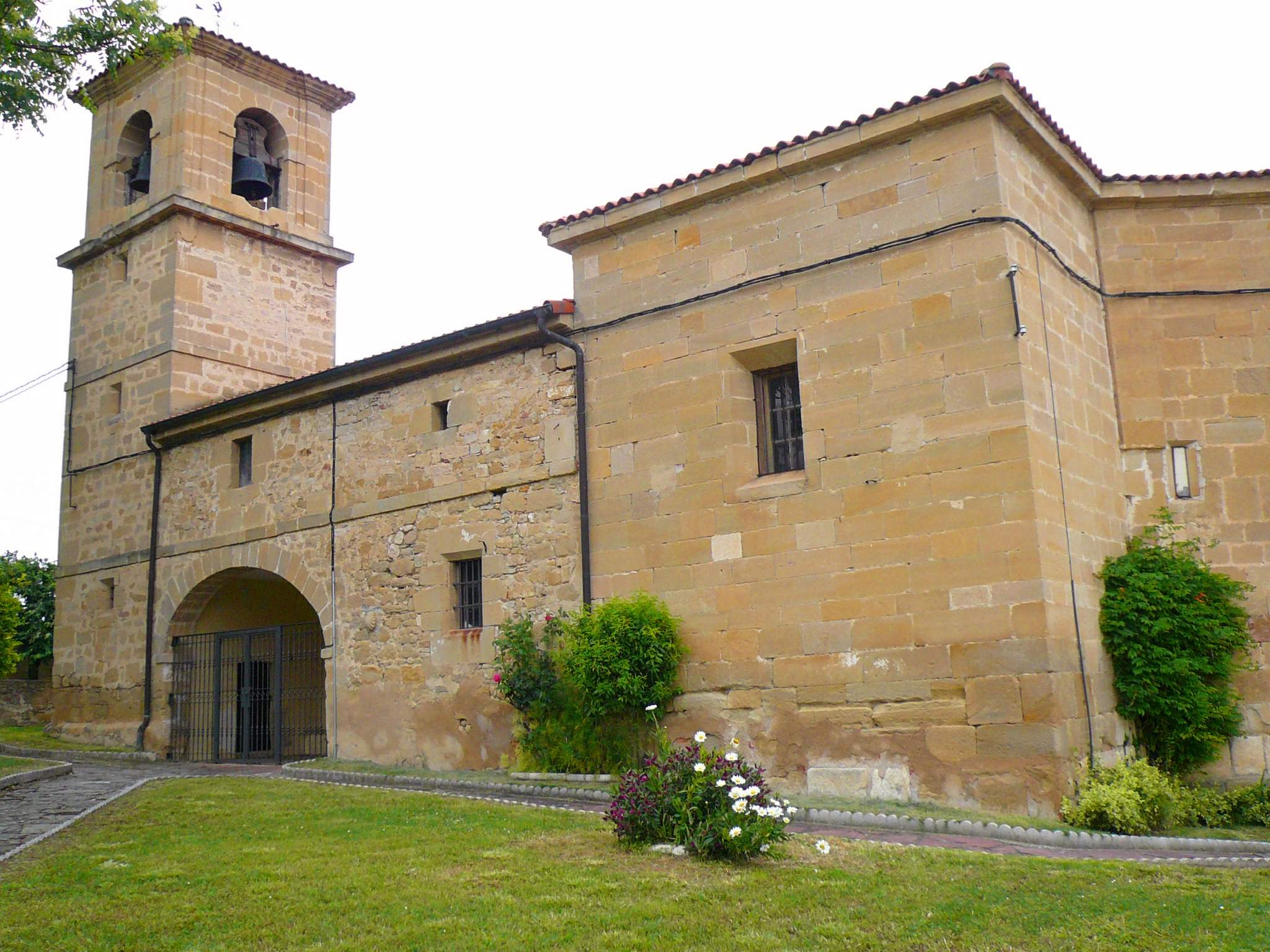
Kirche Mariä Himmelfahrt in Rivaguda